# 186411 Margaretsimon
186411 Margaretsimon este o planetă minoră (asteroid) din centura de asteroizi. A fost descoperită pe 10 august 2002 la Observatorio de Cerro Tololo⁠(d) de Marc Buie⁠(d). 
Obiectul prezintă o orbită caracterizată de o semiaxă mare de 2,2102294972179 UAi, o excentricitate de 0,10598466266797, o înclinație de 4,1489774114508 ° în raport cu ecliptica.